# 厦漳大桥
厦漳跨海大桥位于中华人民共和国福建省第二大江——九龙江的入海口，北连厦门市海沧区青礁，南接漳州龙海市的招商局漳州开发区。全长11.7千米，主桥9.2千米，两端引桥长2.5千米；总宽度37米，行车道宽33米，两侧人行道各宽2米。
廈漳跨海大橋全長9.333公里，其中橋樑長度近8.6公里。全橋共打下樁基1441根、墩身322座、主塔4座，共296根斜拉索，用材11.5萬噸鋼筋、68.7萬立方米混凝土。能抗14級颱風和地震。